# Сатурн-1
«Сатурн-1» (англ. Saturn I) — американская ракета-носитель, первая американская ракета-носитель, изначально предназначенная для вывода грузов на орбиту Земли, и первая ракета-носитель из семейства ракет-носителей Сатурн. Имела непропорционально маленькую вторую ступень по сравнению с первой. Первоначально задумывалась как универсальная военная космическая ракета на 1960-е годы, но было осуществлено лишь десять запусков по программам НАСА. Затем она была заменена ракетой-носителем Сатурн-1Б, у которой та же первая ступень, а вторая увеличена более чем вдвое и оснащена новым более мощным двигателем J-2.

## Технические характеристики
Сатурн-1 — экспериментальная 2-ступенчатая РН для отработки некоторых общих для РН узлов, а также для вывода на орбиту макетов КК Аполлон. Максимальный полезный груз (при выводе на орбиту высотой 185 км) 10,2 тонны. Стартовая масса (без полезного груза) 502 т, диаметр 5,58 м (по лопастям стабилизаторов 12 м), длина 38,1 м.

## Запуски
В период 1961—1965 гг. было произведено 10 беспилотных запусков ракеты-носителя Сатурн-1, все признаны успешными.
| №  | Код зап       | Дата запуска     | Спутник           | Масса, кг | NSSDC ID  | NORAD ID | Примечания           |
| -- | ------------- | ---------------- | ----------------- | --------- | --------- | -------- | -------------------- |
| 1  | SA-1          | 27 октября 1961  | Весовая нагрузка  |           | SATURNSA1 |          | Суборбитальный полёт |
| 2  | SA-2          | 25 апреля 1962   | Проект Хайуотер-1 | 86 000,0  | SATURNSA2 |          | Суборбитальный полёт |
| 3  | SA-3          | 16 ноября 1962   | Проект Хайуотер-2 | 87 100,0  | SATURNSA3 |          | Суборбитальный полёт |
| 4  | SA-4          | 28 марта 1963    |                   |           | SATURNSA4 |          | Суборбитальный полёт |
| 5  | SA-5          | 29 января 1964   | Jupiter Nosecone  | 17 544,2  | 1964-005A | 744      | -                    |
| 6  | SA-6 (A-101)  | 28 мая 1964      | Аполлон модель 1  | 17 644,9  | 1964-025A | 800      | -                    |
| 7  | SA-7 (A-102)  | 18 сентября 1964 | Аполлон модель 2  | 16 700,0  | 1964-057A | 883      | -                    |
| 8  | SA-9 (A-103)  | 16 февраля 1965  | Аполлон модель 3  | 10 500,0  | 1965-009A | 1088     | Со спутником Пегас-1 |
| 9  | SA-8 (A-104)  | 25 мая 1965      | Аполлон модель 4  | 10 500,0  | 1965-039A | 1385     | Со спутником Пегас-2 |
| 10 | SA-10 (A-105) | 30 июля 1965     | Аполлон модель 5  | 10 500,0  | 1965-060A | 1468     | Со спутником Пегас-3 |

### 1-й старт SA-1
Это был первый испытательный старт ракеты-носителя Сатурн-1. В этом суборбитальном полёте использовалась только первая ступень, вторая — была заполнена водой. Высота полёта 136.5 км, дальность 345.7 км. Полёт достиг своей цели — была проверена аэродинамика и управление ракетой.

### 2-й старт SA-2
1-я ступень подняла на высоту 105 км заполненные водой 2-ю и 3-ю ступени, где они были взорваны, заставляя 86 000-килограммовый водный балласт создать искусственное облако. Этот эксперимент известен как Проект Хайуотер-1. Максимальная скорость составляла приблизительно 6000 км/ч.

### 3-й старт SA-3
1-я ступень, отработав положенные 4 минуты 53 секунды подняла ракету на высоту 167 км, 2-я и 3-я ступени, были заполнены 87 000 литрами воды. На этой высоте они были взорваны по радиокоманде, распыляя воду в ионосфере, сформировав массивное облако ледяных частиц размером в несколько км в диаметре. Эксперимент Хайуотер-2 должен был дать данные о состоянии атмосферы, но плохая телеметрия сделала результаты сомнительными.

### 4-й старт SA-4
Суборбитальный полёт — высота 129 км и пиковая скорость — 5906 км/ч. Был поставлен эксперимент — после 100 секунд полёта таймер отключил двигатель № 5, чтобы проверить автоматику ракеты-носителя: топливо было перераспределено к другим семи двигателям, и полёт продолжился.

### 5-й старт SA-5
В этом полёте впервые полностью отработали 1-я и 2-я ступени. Первый вывод на орбиту весовой нагрузки, сошла с орбиты 30 апреля 1966 года. Начальные параметры орбиты 264км-760км-94,8мин-31,5град. Телеметрия передала информацию более чем по 11 000 параметрам.

### 6-й старт SA-6
Это был первый полёт модели космического корабля Аполлон. «Аполлон модель 1» представлял собой алюминиевую конструкцию, моделирующую размер, вес, форму и центр тяжести корабля. В конце работы первой ступени один из 8 двигателей отключился на 24 сек раньше положенного времени, автоматика 'заставила' оставшиеся 7 двигателей проработать на 2 сек больше положенного времени, корабль был выведен на орбиту, близкую к расчётной. Начальные параметры орбиты 179км-204км-88,5мин-31,8град. На 50-м витке 1 июня 1964 года корабль вошёл в плотные слои атмосферы и сгорел. Главная цель запуска — дальнейшая модернизация ракеты-носителя Сатурн-1.

### 7-й старт SA-7
Полёт корабля «Аполлон модель 2». На первой ступени были установлены 8 кинокамер для видеозаписи событий. После окончания работы первой ступени они были отстрелены, но восстановить их было невозможно. Начальные параметры орбиты 178км-203км-88,4мин-31,7град. Сошёл с орбиты и сгорел в атмосфере после 59 витков 22 сентября 1964 года.

### 8-й старт SA-9
Вывод на орбиту кораблей «Аполлон модель 3» и «Пегас-1». «Пегас-1» — первый активный полезный груз, выведенный на орбиту Сатурном-1. Начальные параметры орбиты 430км-523км-94,1мин-31,7град. Сошёл с орбиты 17 сентября 1978 года.

### 9-й старт SA-8
Вывод на орбиту кораблей «Аполлон модель 4» и «Пегас-2». Начальные параметры орбиты 467км-594км-95,2мин-31,7град. Сошёл с орбиты 3 ноября 1979 года.

### 10-й старт SA-10
Вывод на орбиту кораблей «Аполлон модель 5» и «Пегас-3». Начальные параметры орбиты 535км-567км-95,3мин-28,9град. Сошёл с орбиты 4 августа 1969 года.

## После 1966 года
Ракета-носитель подверглась сильной модернизации и получила название «Сатурн-1Б».